# Rhino
The Rhino (Aleksei Sytsevich) is een fictieve superschurk uit de strips van Marvel Comics, en een vaste vijand van Spider-Man en af en toe de Hulk. Hij werd bedacht door Stan Lee en John Romita, Sr., en verscheen voor het eerst in The Amazing Spider-Man #41 (oktober 1966).
Als onderdeel van het Sovjet super soldaten programma, werd een super-sterk polymeer gebonden aan de huid van de Rhino. Aangezien hij niet bepaald een supergenie is, berooft Rhino vaak banken en werkt samen met andere, meer ambitieuze superschurken.

## Biografie
Aleksei Sytsevich kwam in de Verenigde Staten als een arme immigrant uit Rusland. Hij probeerde wanhopig geld te verdienen zodat hij de immigratie voor de rest van zijn familie kon betalen. Maar omdat hij bijna geen opleiding had gevolgd en geen echte vaardigheden bezat, was werken als bodyguard/klusjesman voor criminelen de enige betaalde baan die hij kon krijgen. Op een dag nam een groep agenten van het Oostblok contact met Aleksei op. Ze boden hem een grote hoeveelheid geld aan als hij deel zou nemen aan een groots experiment. Aleksei ging akkoord, en werd tijdens het experiment blootgesteld aan intensieve chemicaliën en behandeling met radioactiviteit. Hierbij werd een supersterk polymeer aan zijn huid gebonden dat zijn kracht en snelheid enorm deed toenemen. Hij kreeg de codenaam "Rhino,", en werd tewerkgesteld als een superhuurmoordenaar.
Rhino’s eerste opdracht was om kolonel John Jameson te vangen voor diens militaire geheimen. Dit leidde tot Rhino’s eerste ontmoeting met Spider-Man die Rhino wist te verslaan, waarna de superschurk werd gearresteerd. Rhino wist later te ontsnappen en heeft in de loop der jaren verschillende criminele banen aangenomen. Hoewel hij nog steeds diepe haat koestert tegen Spider-Man en hem met liefde zou vermorzelen, is hij professioneel genoeg om zijn persoonlijke wraakgevoelens een betaalde baan niet in de weg te laten staan.
Fysiek gezien is Rhino een van Spider-Mans sterkste tegenstanders. Hij is echter niet al te slim en vertrouwt in gevechten ook enkel en alleen op brute kracht, waardoor hij voor Spider-Man makkelijk te verslaan is.
Rhino heeft ook vaak gevochten tegen de Hulk. Hoewel de Hulk hem qua brute kracht de baas was, maakten Rhino’s krachtniveau en zijn onkwetsbaarheid hem toch een geducht tegenstander.
Recentelijk zocht Rhino naar een manier om zijn intelligentie te versterken op dezelfde manier als dat zijn lichaam was versterkt: via wetenschap. Hij zocht een wetenschapper op die een experimentele behandeling voor het vergroten van intelligentie bezat. Tot zijn verbazing werkte de behandeling en was hij voor het eerst in staat om Spider-Man, die hem in het verleden altijd te slim af was, te verslaan. Daarna nam hij de meeste criminele organisaties in de stad over. De intelligentie van Rhino bleef echter toenemen, tot het punt dat hij zelfs gemakkelijk achter de identiteit van elke superheld, waaronder Spider-Man, kon komen via pure logica. Bang dat zijn toenemende intelligentie hem tot waanzin zou dreven liet Rhino het proces uiteindelijk terugdraaien, waardoor hij weer zijn oude niet bijster slimme zelf werd. Of dit inhoudt dat hij hierdoor ook niet langer Spider-Mans ware identiteit kent moet nog worden onthuld.

## Krachten en vaardigheden
Fysiek gezien is Rhino dankzij het Sovjet experiment veranderd in een menselijke tank. Hij is enorm sterk en zeer moeilijk te verwonden of vast te houden. Zijn kracht en snelheid stellen hem in staat om vrijwel alles op zijn pad te vermorzelen. Zijn weerstand tegen verwonding is ongetwijfeld zijn grootste kracht. Hij is bijna geheel onkwetsbaar voor elk soort aan val van normale wapens. Zijn huid kan ook extreme temperaturen weerstaan.
Oorspronkelijk was de bron van Rhino’s kracht zijn kostuum, in de vorm van een neushoorn, wat permanent met zijn huid was verbonden. Na een tijdje gingen deze krachten van het pak over op zijn eigen lichaam.

## Ultimate Rhino
In het Ultimate Marvel universum stal de man die uiteindelijk Rhino zou worden een experimenteel gepantserd pak van het Amerikaanse leger. Met de enorme kracht die dit pak hem gaf beroofde Rhino een bank en liet een spoor van vernielingen achter in Manhattan. Uiteindelijk wist Iron Man hem te verslaan en te vangen.
Later wist Rhino te ontsnappen en kwam in een gevecht met de politie en Spider-Man, die meer een hinder dan echt een bedreiging voor hem was. Toen Rhino werd geconfronteerd door het Amerikaanse leger, die hoopte hun experimentele pantser terug te krijgen, maakte Spider-Man hiervan gebruik om Rhino van achter aan te vallen en het pantser open te breken. Hierna werd Rhino door de militairen gearresteerd.

## Rhino in andere media
Rhino verscheen meerdere malen in de Spider-Man animatieserie waarin zijn stem werd gedaan door Don Stark. Hij was hierin een huurling in dienst van de Kingpin, en lid van de Sinister Six.
Verder is Rhino een vast personage in veel Spider-Man computer- en videospellen.
Rhino is een van de vijanden van Spider-Man in The Spectacular Spider-Man.
Rhino wordt gespeeld door Paul Giamatti in The Amazing Spider-Man 2. Zijn rol in de film is beperkt; al vrij vroeg wordt hij door Spider-Man gearresteerd, en blijft vervolgens in de gevangenis tot hij aan het eind van de film weer wordt vrijgelaten en een speciaal harnas krijgt dat hem tot de Rhino maakt.
Rhino wordt gespeeld door Alessandro Nivola in Kraven the Hunter uit 2024. Deze versie van Rhino is een Russische huurling en een voormalig medewerker van de vader van Kraven the Hunter. Rhino heeft in deze film de mogelijkheid om te transformeren in een neushoorn/mens-hybride door zichzelf te injecteren met een doses van een experimenteel serum.
Mikhail Sytsevich, de vader van de originele Rhino genaamd Aleksei Sytsevich, verschijnt in de Disney+ animatieserie Your Friendly Neighborhood Spider-Man uit 2025. Deze animatieserie speelt zich af in het Marvel Cinematic Universe, maar speelt zich niet af in hetzelfde universum als de Spider-Man films met Tom Holland. Mikhail Sytsevich wordt voor deze serie ingesproken door Travis Willingham.